# Dusk
Dusk — компьютерная игра в жанре шутера от первого лица, созданная американским разработчиком Дэвидом Шимански и выпущенная компанией New Blood Interactive. Изначально игра была выпущена для Windows в 2018 году, в 2019 году в продажу поступили версии для macOS и Linux, а в 2021 году — версия для Nintendo Switch. Dusk представляет собой ретро-игру с нарочито упрощённой и стилизованной графикой и геймплеем в духе классических шутеров середины 1990-х годов, таких как Quake, Doom, Hexen и других. Безымянный герой Dusk в поисках сокровищ проникает в зону отчуждения где-то в сельской Пенсильвании, где сталкивается с различными противниками — от культистов до лавкрафтовских чудовищ. Хотя Шимански намеренно стилизовал внешний вид Dusk под шутеры девяностых, игра использует более современную по сравнению с ними схему управления и более развитый физический движок. Игра получила преимущественно высокие оценки прессы; обозреватели называли Dusk «любовным посланием» старым шутерам, отмечая, что она заслуживает внимания не только как стилизация под игры ушедшей эпохи, но и как современная и самодостаточная игра. Популярность Dusk и ещё нескольких подобных игр породила жанр бумер-шутеров, точно так же подражающих играм эпохи Doom и Quake.

## Игровой процесс

Игровой процесс Dusk на восьмом уровне «Кровь и кость» второго эпизода. Внизу экрана видны элементы интерфейса: боевой дух, патроны для дробовика и очки здоровья, а также найденный жёлтый ключ

Dusk представляет собой шутер от первого лица, в котором управляемый игроком персонаж должен пройти через последовательность уровней. На каждом уровне требуется добраться до выхода — для этого необходимо искать разбросанные по уровню цветные ключи, открывающие двери соответствующего цвета. Игровой персонаж передвигается очень быстро, и игрок должен постоянно поддерживать этот бег, чтобы выжить — ему противостоит огромное множество врагов самых разных видов, как атакующих в ближнем бою, так и стреляющих издалека. В сражениях с толпами врагов игрок должен уходить от атак, стягивать врагов в группы и стрелять так быстро и много, как он может. Начальным оружием в игре является пара серпов, но по мере прохождения игрок находит новое оружие — пистолеты, дробовики, автоматы и тому подобное; один из самых мощных видов оружия — клепальный пистолет, стреляющий взрывающимися заклёпками. Игрок должен следить за очками здоровья персонажа и отдельным показателем «боевого духа» (англ. morale), аналогичным «броне» из шутеров девяностых. На уровнях Dusk содержится множество секретов, требующих от игрока, например, нажимать кнопку действия на подозрительно выглядящей стене, чтобы открыть тайный проход, или совершать рискованный прыжок через пропасть — в таких спрятанных от игрока пещерах и альковах содержатся ценные предметы, облегчающие дальнейшее прохождение.
Хотя Dusk во многих отношениях имитирует шутеры середины 1990-х годов, игра использует более современную схему управления с возможностью приседать, прыгать, осматриваться по сторонам с помощью мыши; физический движок игры позволяет подбирать различные предметы — например, диски от циркулярных пил или канистры с бензином — и швыряться ими во врагов, или, например, составлять друг на друга ящики, чтобы забраться на высоту. При каждом запуске Dusk демонстрирует шуточный экран загрузки MS-DOS («fakeDOS 6.66») с характерными звуками работы жёсткого диска — как если бы игра и запускалась на компьютере середины 1990-х годов. Игра включает в себя многопользовательский режим на 16 игроков; этот режим содержит несколько карт и единственное условие победы — сражение всех против всех, пока не останется только один выживший (deathmatch). В игру встроена ссылка на сервер сообщества в мессенджере Discord, где игроки могут находить потенциальных соперников для мультиплеера

## Сюжет
В игре в общей сложности 32 уровня, разбитых на три эпизода — «Предгорья» (англ. The Foothills), «Сооружения» (англ. The Facilities) и «Безымянный город» (англ. The Nameless City). Подобно шутерам 1990-х годов, в Dusk есть лишь самый схематичный сюжет. Разработчик игры описывал завязку следующим образом: под сельскохозяйственными угодьями в штате Пенсильвания была обнаружена огромная сеть лавкрафтовских руин; правительство США не нашло лучшего способа разобраться с ними, чем построить множество лабораторий и фабрик с целью укротить скрытую там магию. В конце концов промышленные аварии и случаи одержимости заставили государственных служащих отступить и запретить посещение опасной территории. Герой — безденежный охотник за сокровищами — проникает в зону отчуждения в поисках якобы скрытого там древнего золота. В эпизоде «Предгорья» герой имеет дело с членами местной секты, преследующими его как «еретика»; в эпизоде «Сооружения» он сталкивается с зомбированными военными и посещает скрытые под городом Даск лаборатории и промышленные предприятия, перерабатывающие огромное количество человеческих останков в некую энергию; в эпизоде «Безымянный город» герой проходит через портал, ведущий в некое потустороннее измерение, и попадает во всё более странные места, включая собственный дом героя, осквернённый злыми силами. В финале игры герой сражается с лидером секты Джейкобом, а после него — с богом Ньярлатхотепом, которому поклонялась секта. После победы Ньярлатхотеп признаёт героя более достойным, чем был Джейкоб, наделяет своими силами и оставляет в некоем вневременном посмертии — «до тех пор, пока ты мне не понадобишься».

## Разработка
Dusk была разработана одним человеком — Дэвидом Шимански. Шимански всегда любил жанр шутеров от первого лица и мечтал создать игру наподобие Dusk с 14 лет: в середине 2000-х годов у него не было мощного компьютера, и, пока его сверстники играли в более современные игры, Шимански проводил время за играми наподобие Doom и Half-Life. В интервью 2016 года Шимански говорил, что задумал будущую Dusk около 2006 года, и у него сохранялись заметки десятилетней давности. До Dusk Шимански самостоятельно разработал несколько игр, в том числе Pit (2013) и A Wolf In Autumn (2015); после создания Wolf он посчитал, что устал от создания серьёзных игр, и просто программировал для удовольствия. Он смоделировал малополигональный дробовик и привязал его к камере на движке Unity с желанием посмотреть, насколько результат будет похож на игру Quake. Постепенно это баловство превратилось в полноценную разработку Dusk. Unity — современный игровой движок, поддерживающий разнообразные визуальные эффекты, и труднее всего, по словам Шимански, было «убедить Unity перестать делать вещи, заставлявшие игру выглядеть лучше». Целью разработчика, напротив, была игра, выглядящая как нечто из середины 1990-х годов — для этого он использовал текстуры не просто в низком разрешении, но с ограниченной цветовой палитрой. Игроку позволено включать и отключать некоторые графические настройки, состаривающие игру — в зависимости от того, насколько, по выражению Шимански, «аутентично дерьмовой» игрок хочет её видеть. Шимански описывал себя как разработчика-одиночку, который сам делает все игровые ресурсы с нуля, так что возможности создать сверхсовременную графику уровня Doom 2016 года у него и не было; с другой стороны, Шимански просто нравилось то, как выглядит малополигональная трёхмерная графика.
Шимански называл в качестве источников вдохновения большое количество компьютерных игр; в интервью сайту Gamasutra он говорил «возьмите любую игру с 1993 по 2001 год — возможно, она так или иначе повлияла на Dusk». Наиболее важными среди них были игры Doom, Quake, Half-Life, Duke Nukem 3D, Blood и другие, однако Шимански черпал отдельные идеи и образы из менее известных игр той же эпохи — например, фонтанчики крови при убийстве врагов имитируют соответствующий эффект из игр на движке LithTech наподобие Blood II: The Chosen или Shogo: Mobile Armor Division; способность карабканья по стенам реализована схожим образом со способностями Чужого из Aliens versus Predator. В Dusk есть элементы, вдохновлявшиеся и играми более поздней эпохи, и играми других жанров — среди них Thief: The Dark Project, Deus Ex, Condemned: Criminal Origins, «S.T.A.L.K.E.R.: Тень Чернобыля». Один из уровней в игре построен по образу подземелья из ролевой игры Planescape: Torment. Сельская местность штата Пенсильвания была выбрана как место действия первого эпизода игры как хорошо знакомая разработчику — он сам родился и живёт в этом штате. Одно время под впечатлением от игры «S.T.A.L.K.E.R.: Тень Чернобыля» Шимански подумывал сделать местом действия игры Украину, так что заводы и лаборатории из второго эпизода Dusk напоминает индустриальные пейзажи «S.T.A.L.K.E.R.». В конечном счете разработчик сделал все три эпизода отличающимися друг от друга: первый эпизод в сельской Пенсильвании, второй на фабрике, третий в подземном городе в лавкрафтовском духе, «потому что это Dusk, вот почему».
Шимански использовал как источник вдохновения и кинематограф — прежде всего фильмы «Техасская резня бензопилой» и «Сталкер». «Техасская резня» стала для него образцом «грязного, отвратительно выглядящего фильма… ощущения гниющего пекла» — этот дух был воплощён в первом эпизоде игры; «Сталкер» Тарковского, в свою очередь, демонстрировал эстетику заброшенности другого рода, с затоплением, ржавчиной и плесенью, и это Шимански тоже стремился изобразить в игре. Для создания сложно устроенных уровней игры использовался редактор ProBuilder, встроенный в Unity. При этом разработчик вдохновлялся дизайном уровней Джона Ромеро для Doom и Quake, особенно эпизодом Knee Deep in the Dead из Doom: Шимански впечатляло, как уровни этого эпизода воздействуют на игрока и на механическом, и на эстетическом уровне. На первых уровнях Dusk достаточно реалистичная архитектура с фермами и лесопилками, тогда как последние более абстрактны, как это и было в Doom и Quake. Шимански уделял особое внимание нелинейности прохождения, продумывая несколько путей, которыми можно попасть к одной цели — например, игрок может искать на уровне ключ, открывающий дверь; нагромоздить друг на друга ящики, чтобы залезть в окно; или просто залететь на нужную высоту с помощью рокет-джампа. Хотя цель игрока на каждом уровне — добраться от стартовой точки к выходу, уровни нелинейны; так, сложный маршрут может возвращать персонажа назад к точке старта, открывая новый, более короткий путь. Самое первое сражение в игре, где вооруженного лишь парой серпов игрового персонажа атакуют в подвале три культиста с бензопилами, задумывалось как своего рода «режим обучения наоборот»: с одной стороны, нападение врагов сразу же в начале игры, немедленно после запуска, выглядит как экстремальное испытание для игрока, с другой стороны, у него предостаточно и здоровья, и «боевого духа», и места для манёвра — проиграть в этом бою не так просто, и он даёт игроку возможность освоиться с управлением и скоростью передвижения и изучить поведение врагов. 
Шимански связался через Twitter с Дэвидом Ошри, руководителем компании-издателя New Blood, которую знал по игре Rise of the Triad 2013 года — ремейку одноимённого классического шутера девяностых годов. Ошри был «потрясён» демо-версией Dusk и предложил Шимански договор на издание игры. Один из спрятанных секретов в игре — детский рисунок, изображающий босса под названием «Жена Интоксигатора» — был прислан New Blood по электронной почте: этот «концепт-арт» нарисовал страдающий аутизмом шестиклассник, а сотрудники отсканировали и добавили в Dusk как «пасхальное яйцо».
Хотя Шимански по большей части разрабатывал игру в одиночку, музыку и звуковые эффекты к игре написал композитор Эндрю Халшалт, также известный как автор музыкального сопровождения к Brutal Doom. Халшалт сам был большим поклонником шутеров девяностых годов и старался и в Dusk передать те ощущения, которые сам испытывал, когда запускал Quake или Quake II в первый раз. Он, однако, не пытался целенаправленно подражать музыке старых игр, предпочитая создавать нечто оригинальное и не связывая себя ограничениями аппаратного оборудования 1990-х годов. Музыка Dusk включает в себя как мрачные и медленные мелодии, так и намного более агрессивные металлические треки с использованием шреда на электрогитаре.

## Выпуск
Dusk была выпущена в ранний доступ 11 января 2018 года; на этом этапе покупателям были доступны два эпизода игры из планируемых трёх. Полная версия игры была выпущена 10 декабря 2018 года. В феврале 2019 года игра стала доступной для macOS, Linux и старых 32-битных версий Microsoft Windows; в неё также был добавлен «Режим бесконечного выживания», где игроку предлагалось отбивать атаки бесконечной орды врагов так долго, как он сможет. Версия для игровой приставки Nintendo Switch первоначально должна была выйти на Хэллоуин 2020 года, но была отложена и выпущена на следующий Хэллоуин — 28 октября 2021 года.
В феврале 2020 года Шимански добавил в игру поддержку модификаций, позволяющий всем желающим создавать модификации игры и, что примечательно, импортировать в игру карты из Quake или Half-Life, в том числе пользовательские; это означало возможность как воссоздать в Dusk всю игру Quake, так и перенести на платформу Dusk множество пользовательских модификаций для старых шутеров от первого лица.

## Отзывы и продажи
| Сводный рейтинг       | Сводный рейтинг     |
| Агрегатор             | Оценка              |
| --------------------- | ------------------- |
| Metacritic            | 88/100 (Win) 89/100 |
| Иноязычные издания    |                     |
| Издание               | Оценка              |
| Destructoid           | 9,5/10              |
| Game Informer         | 8,8/10              |
| GameRevolution        | 9/10                |
| Nintendo World Report | 9/10                |
| PC Gamer (US)         | 89 %                |
| Русскоязычные издания |                     |
| Издание               | Оценка              |
| StopGame.ru           | «Изумительно»       |

По данным агрегатора рецензий Metacritic, Dusk получила преимущественно положительные оценки прессы.
Обозреватель PC Gamer Иэн Бёрнбаум охарактеризовал игру как «любовное послание» коридорным шутерам 1990-х годов типа Doom, Quake и Half-Life, но также и старым фильмам ужасов наподобие «У холмов есть глаза» и «Избавление»; саму игру Бернбаум назвал «отличной… зашибись какой отличной». Он особо отмечал узнаваемость предметов обстановки и присущий разработчику талант раскрывать повествование через окружение. По мнению Бёрнбаума, Dusk воплощает в себе не то, как на самом деле выглядели и игрались шутеры девяностых годов, но скорее то, какими они остались в представлении ностальгирующего игрока, глядящего «через розовые очки воспоминаний 20 лет спустя»: то, что это у игры получилось — достижение само по себе. Питер Глаговски из Destructoid писал, что влюбился в игру с первого взгляда и мог бы даже назвать её лучшим шутером, в который он когда-либо играл — Dusk оказалась непредсказуемой. По его словам, игра начинается скромно, но делается все грандиознее с каждым уровнем; Глаговски особо выделял уровень Escher Labs из второго эпизода игры, играющий с восприятием пространства и направления, и весь третий эпизод с головоломками и непредсказуемыми уровнями — один необычнее другого.
Джон Уокер в статье для Rock Paper Shotgun отметил, что Dusk не только подражает играм девяностых годов, но и знает, когда верность им хранить не стоит — охарактеризовал игру как нечто, что могли бы сделать id, 3D Realms и Raven, будь у них современные технологии. По его мнению, Dusk ощущается одновременно как классическая игра и как нечто современное, из 2018 года — «начинается отлично и становится лучше вплоть до грандиозного апогея в конце». Уокер, получивший от Dusk массу удовольствия, не смог найти у игры никаких серьёзных недостатков — разве что уровень сложности по умолчанию показался ему слишком простым. Адам Смит в другом материале также для Rock Paper Shotgun оставил более сдержанный отзыв; по его мнению, Dusk удалось избежать превращения в игровой аналог стендап-комедии наблюдения, где комик развлекает аудиторию просто тем, что вызывает у неё в памяти знакомые образы: «а помните рокет-джампинг?». В то же время Смит считал Dusk слишком методичной в роли экскурсии по старым играм, не достающей до уровня Quake, Blood и даже Rise of the Triad — она не показалась ему захватывающей, но предсказуемой и в какой-то мере даже «успокаивающей».
Данте Дуглас из журнала Paste, посвятивший Dusk отдельный материал среди статей о лучших играх 2018 года, поражался, насколько привлекательно могут выглядеть низкополигональные пейзажи — например, мрачное красное небо над лесопилкой; отмечал, с какой бережностью и почтительностью игра обходится с той классикой, откуда заимствует свои элементы, и заявлял, что Dusk не в меньшей степени достойна называться наследником шутеров 1990-х, чем Doom 2016 года. Уиллем Хилхорст в рецензии на версию игры для Nintendo Switch отметил, что игра прекрасно показывает себя и в стационарном, и в портативном режиме: частота кадров всегда держится на 60 кадрах в секунду, угол поля зрения можно регулировать ползунком до 150 градусов, есть гибко настраиваемое прицеливание с помощью движения контроллеров и тактильный отклик HD Rumble. Хилхорст назвал порт из ряда вон выходящим — задающим стандарт качества, которому должны бы следовать и другие инди-разработчики.
Денис Павлушкин в статье для «Игромании» отзывался о Dusk в смешанных тонах: с одной стороны, игра разнообразна, никогда не дает игроку скучать, умеет и нагнетать напряжение, и развлекать — «всё, чтобы любой фанат классических шутеров почувствовал себя как дома»; однако при этом игра пробегается за три-пять часов, и — по мнению Павлушкина — у неё отсутствует индивидуальность, она не может предложить ничего такого, чего игроки не видели бы в других играх: это «сборник лучших хитов, а не самостоятельное произведение». Алексей Лихачев в обзоре для StopGame.ru отозвался об игре более восторженно — как о подарке для любителей классических шутеров, не пытающемся казаться их точной копией, но делающей их лучше, «будто сам Кармак 20 лет назад получил доступ к более поздним технологиям, создал крутейший шутер, но никому о нём не говорил». Лихачев называл среди особых достоинств игры отлично продуманный дизайн «всех без исключения уровней», мощный арсенал и высокую подвижность героя, а среди немногочисленных недостатков — слишком большой, на его взгляд, запас здоровья боссов и не заслуживающий внимания мультиплеер.
По словам продюсера игры Дэйва Ошри, за первый месяц после выхода игры было продано 69420 копий Dusk; ещё 22 тысячи копий игры были проданы до выхода, в период пребывания в ранний доступ.

## Dusk'82
Dusk'82 представляет собой игру-«демейк» Dusk с графикой и геймплеем, напоминающими игры уже не 1990-х, а начала 1980-х годов; она представляет собой пошаговую головоломку с видом сверху в духе Chip's Challenge и Sokoban. В Dusk'82 герой противостоит культистам, используя оружие наподобие дробовика и клепального пистолета, а также интерактивные объекты — взрывающиеся бочки и конвейерные ленты. Игра включает в себя редактор уровней, поддержку Мастерской Steam и возможность запускать свою собственную музыку в качестве фоновой. Dusk'82 была анонсирована 1 апреля 2021 года, и это объявление было воспринято как первоапрельская шутка, но в дальнейшем Шимански, затеявший этот проект «для удовольствия, а не ради денег» дорабатывал игру на полном серьёзе. Издателем Dusk'82 также выступила New Blood. Dusk'82 также прилагалась к версии Dusk для Nintendo Switch как бесплатное дополнение.

## Dusk HD
Версия Dusk HD, выпущенная в октябре 2023 года, к пятилетней годовщине выхода оригинальной игры, отличается обновлёнными моделями оружия и врагов, текстурами и спецэффектами. Она выглядит уже как игра не девяностых, а начала 2000-х годов. Владельцы оригинальной версии Dusk в Steam получили Dusk HD как бесплатное загружаемое дополнение к старой игре вместе с поддержкой Мастерской Steam — сервиса, позволяющего загружать и распространять модификации к игре. Глава New Blood Дэйв Ошри рассказывал изданию PC Gamer, что изначально компания не собиралась создавать обновлённую версию всей игры — она всего лишь готовила несколько модификаций с новыми моделями оружия и врагов для Мастерской Steam, чтобы там на старте что-то уже было. С компанией связался энтузиаст под псевдонимом Garumin, желающий переделать подобным образом всю игру. Хотя разработчики поначалу посчитали его идею «безумной», уже готовые наработки Garumin им понравились, и компания взяла его в штат, поручив продолжить работу уже на платной основе. В итоге были переработаны все ресурсы игры. New Blood, стремясь избежать ошибок, характерных для HD-переизданий игр наподобие Halo: Combat Evolved Anniversary, уделяла особое внимание финальной проверке моделей и текстур на согласованность друг с другом. Ни одна из них не должна была выбиваться из общего стиля игры.

## Влияние
Dusk вместе с несколькими другими подобными играми, как Amid Evil и Ultrakill, породила моду на «бумер-шутеры» — ностальгические ретроигры, по графике и геймплею подражающие шутерам 1990-х годов. Название «бумер-шутер», отсылающее к поколению бэби-бумеров, первоначально было самоуничижительной шуткой разработчиков: хотя аудитория игроков в клоны Doom и сам Шимански по возрасту скорее принадлежали к поколению миллениалов, разработчик ощущал себя и своих единомышленников устаревшими и оторванными от современной реальности. Разработчик Ultrakill, выступающий под псевдонимом Hakita, взялся за создание собственной игры именно благодаря Dusk — она подтолкнула его переигрывать и изучать классические шутеры 1990-х годов.

## Комментарии
1. ↑  С англ. «сумрак». Стилизовано прописными буквами как DUSK.